# Veliun, Dubrovîțea
Veliun (în ucraineană Велюнь) este localitatea de reședință a comunei Veliun din raionul Dubrovîțea, regiunea Rivne, Ucraina.

## Demografie
Componența lingvistică a localității Veliun
     Ucraineană (99,29%)
     Alte limbi (0,7%)
Conform recensământului din 2001, majoritatea populației localității Veliun era vorbitoare de ucraineană (99,29%), existând în minoritate și vorbitori de alte limbi.